# اتحادیه فوتبال تایلند
اتحادیه فوتبال تایلند اسم کامل اتحادیه فوتبال تایلند تحت حمایت از اعلیحضرت پادشاه به (تایلندی: สมาคมฟุตบอลแห่งประเทศไทย ในพระบรมราชูปถัมภ์) بدنه حاکم بر فوتبال در تایلند می‌باشد. در ۱۵ آوریل ۱۹۱۶ این اتحادیه تأسیس شد؛ در ۲۳ ژوئن ۱۹۲۵ به عضویت فیفا و در ۱۹۵۷ به عضویت کنفدراسیون فوتبال آسیا درآمد.
به تازگی اتحادیه فوتبال تایلند به شدت مورد انتقاد قرار گرفته‌است. انتقادات و شکایات از سال ۲۰۰۵–۲۰۰۶ عبارت بوند از:
- در ژوئن سال ۲۰۰۵و در اکتبر سال ۲۰۰۶ به تایلند دو بار از سوی کنفدراسیون فوتبال آسیا هشدار داده شد که رو به بهبود امکانات خود برای مسابقات جام ملت‌های آسیا ۲۰۰۷ بکند.
- تیم‌های باشگاهی تایلند در لیگ قهرمانان آسیا به دلیل عدم تسلیم لیست بازیکنان در زمان مقرر رد شدند.
- پول جایزه برای لیگ دسته ۱ تایلند (فصل ۲۰۰۶) رفت و گم شده‌است. پلیس تایلند، به مطبوعات گفت برنده فصل، از اتحادیه فوتبال تایلند شکایت کرده است.

## حامیان مالی
در زیر حامیان مالی از اتحادیه فوتبال تایلند قرار دارند:
| - نایک - پی‌تی‌تی شرکت سهامی عام - خطوط هوایی بین‌المللی تایلند - ال‌جی - نوشیدنی تایلندی - مک‌دونالدز - کوکاکولا |